# Зимові Паралімпійські ігри 2018
Зимові Паралімпійські ігри 2018 пройшли у Пхьончхані, Південна Корея, з 9 березня по 18 березня. Це дванадцяті Зимові Паралімпійські ігри.

## Вибори місця проведення
Кандидатами на проведення ігор були
- Пхьончхан
- Мюнхен
- Ансі

6 липня 2011 в Дурбані виконком Міжнародного паралімпійського комітету обрав місцем проведення зимової Олімпіади-2018 південнокорейський Пхьончхан. Країна-господарка турніру визначилася вже в першому раунді голосування, оскільки Пхьончхан одержав більшість голосів: за південнокорейське місто проголосували 54 члени виконкому МПК з 95. Пхьончхан тричі поспіль претендував на організацію зимової Олімпіади, два попередні рази це право отримали Ванкувер і Сочі.

## Символіка

### Талісмани

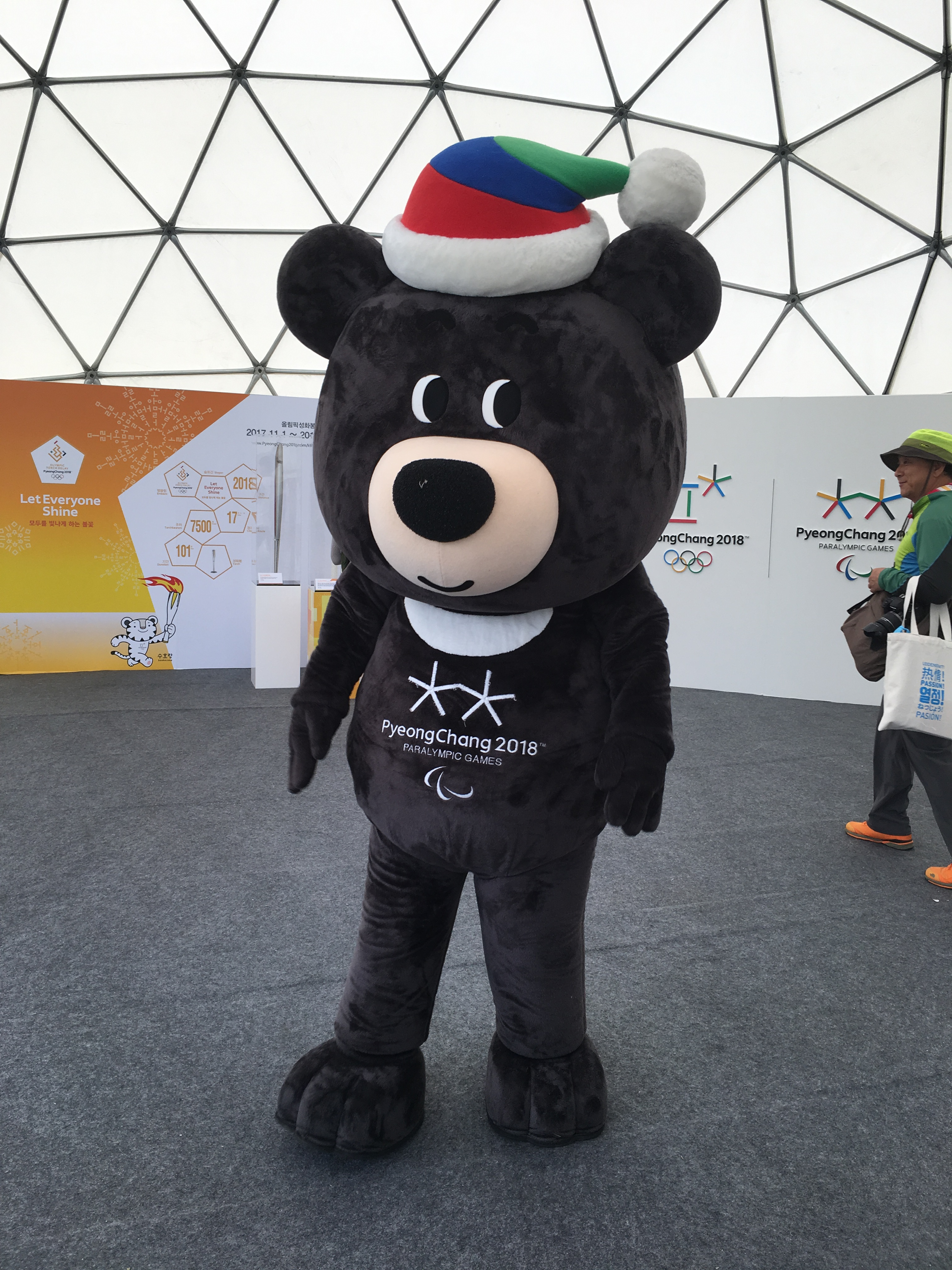
Бандабі — талісман Паралімпійських ігор 2018

Талісманами Олімпійських ігор стали тигр Сухоран (в Олімпіаді) і ведмежа Пандабі (у Паралімпіаді).

## Спортивні об'єкти
- Альпензія
  - Олімпійський стадіон
  - Альпензія
- Прибережний кластер Каннин
  - Крита льодова ковзанка: керлінг

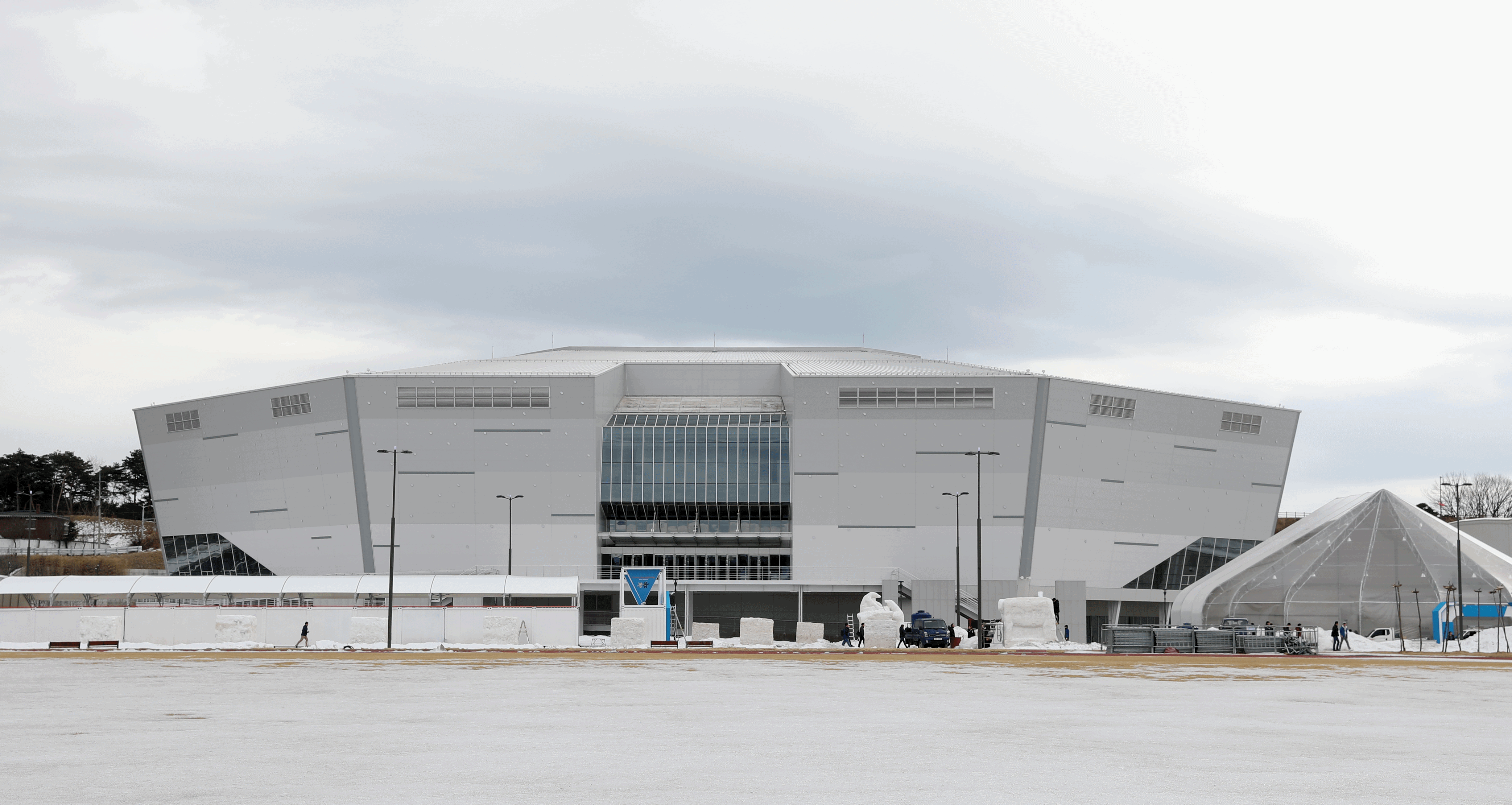
Хокейний центр

  - Союзний хокейний центр: хокей з шайбою
- Чунбон: гірськолижний спорт

## Види спорту
- Біатлон
- Лижні перегони
- Керлінг
- Хокей
- Гірськолижний спорт
- Сноубординг

## Учасники
| Учасники |
| --- |
| - Андорра - Аргентина - Вірменія - Австралія - Австрія - Білорусь - Бельгія - Бразилія - Боснія і Герцеговина - Болгарія - Канада - Чилі - Китай - Хорватія - Чехія - Данія - Естонія - Фінляндія - Франція - Грузія - Німеччина - Велика Британія - Греція - Угорщина - Іран - Ісландія - Італія - Японія - Казахстан - Мексика - Монголія - Нідерланди - Нова Зеландія - Північна Корея - Норвегія - Незалежні паралімпійські атлети - Польща - Румунія - Сербія - Словаччина - Словенія - Південна Корея - Іспанія - Швеція - Швейцарія - Таджикистан - Туреччина - Україна - США - Узбекистан |

## Календар
| ● | Церемонія відкриття |  | Кваліфікація змагань |  | Фінали | ● | Церемонія закриття |

| Березень 2018       | 9 | 10 | 11 | 12 | 13 | 14 | 15 | 16 | 17 | 18 | Комплекти медалей |
| ------------------- | - | -- | -- | -- | -- | -- | -- | -- | -- | -- | ----------------- |
| Церемонія           | ● |    |    |    |    |    |    |    |    |    |                   |
| Церемонія           |   |    |    |    |    |    |    |    |    | ●  |                   |
| Гірськолижний спорт |   | 6  | 6  |    | 6  | 3  | 3  |    | 3  | 3  | 30                |
| Біатлон             |   | 6  |    |    | 6  |    |    | 6  |    |    | 18                |
| Лижні перегони      |   |    | 2  | 4  |    | 6  |    |    | 6  | 2  | 20                |
| Хокей               |   |    |    |    |    |    |    |    |    | 1  | 1                 |
| Сноубординг         |   |    |    | 5  |    |    |    | 5  |    |    | 10                |
| Керлінг             |   |    |    |    |    |    |    |    | 1  |    | 1                 |
| Усього              |   | 12 | 8  | 9  | 12 | 9  | 3  | 11 | 10 | 6  | 80                |

## Естафета Паралімпійського вогню
Естафета почалась 3 березня 2018 року в Сеулі та закінчилась 9 березня на Олімпійському стаді у Пхьончхані. Завершенням стала церемонія передачі естафети від Пхьончхана господареві наступних зимових Ігор — Пекіну.
| 1 2 3 4 5 Пхенчханclass=notpageimage\| Мапа Південної Кореї, де пройшов маршрут: | Маршрут естафети Паралімпійського вогню: 1. Сеул 2. Чхунчхон 3. Вонджу 4. Чонсон 5. Каннин 6. Пхьончхан |

## Медальний залік
|                                                                |  |  |
| Пам'ятна монета НБУ присвячена Паралімпійським іграм 2018 року |  |  |

Україна зайняла шосте місце у загальному заліку. Всього збірна України здобула 22 медалі (золото — 7, срібло — 7, бронза — 8), взявши участь у змаганнях в 3 видах спорту (біатлон, лижні перегони, сноуборд), крім цього, спортсмени нашої збірної протягом Паралімпіади 2018 17 раз були 4-ми на фініші, 8 разів ставали 5-ми і 10 разів займали 6-е місце. Цей результат є найкращим для української збірної за останні 10 років.